# Beer Frigyes Vilmos
Beer Frigyes Vilmos (Pozsony, 1691. január 4. – Pozsony, 1764. november 30.) evangélikus lelkész, iskolaigazgató.

## Élete
Beer János Pál tekintélyes polgár fia volt. Előbb  szülővárosában tanult, majd 1708-ban apjával együtt Oettingenbe ment (Württemberg) és ott a keleti nyelvekben, bölcseletben és teológiában képezte magát; 1709-ben Jenában jogot hallgatott. 1712-ben a magyarországi pestis idején ismét teológiával foglalkozott és külföldön nevelősködött. 1715-ben Pozsonyba hívták aliskolaigazgatónak, 1721. június 10-én rektor lett. 1747-ben lelkésszé szentelte Mohl Éliás püspök. 1752. június 8-án szélütés érte, de még ebben az állapotban is viselte lelkészi hivatalát és csak 1763. november 1-jén mondott le. Gyászbeszédet lelkésztársai, Klein Mihály és Strecsko János mondtak fölötte.
A Nova Posoniensia című latin nyelvű lap (1721–1722) szerkesztésében Bél Mátyás egyik  segítőtársa volt (Marth János Mátyás evangélikus liceumi tanárral együtt).

## Munkái
- Dissertatio theologica de pseudo-theologis. Jenae, 1713.
- Gebethe und Lieder für Kinder. Uo. 1713.
- Nachrichten von den Anstalten des Waisenhauses zu Langendorf bei Weissenfels. Uo. 1714.

Kéziratban maradt műveit Horányi Elek felsorolja.